# Ekelundsgatan

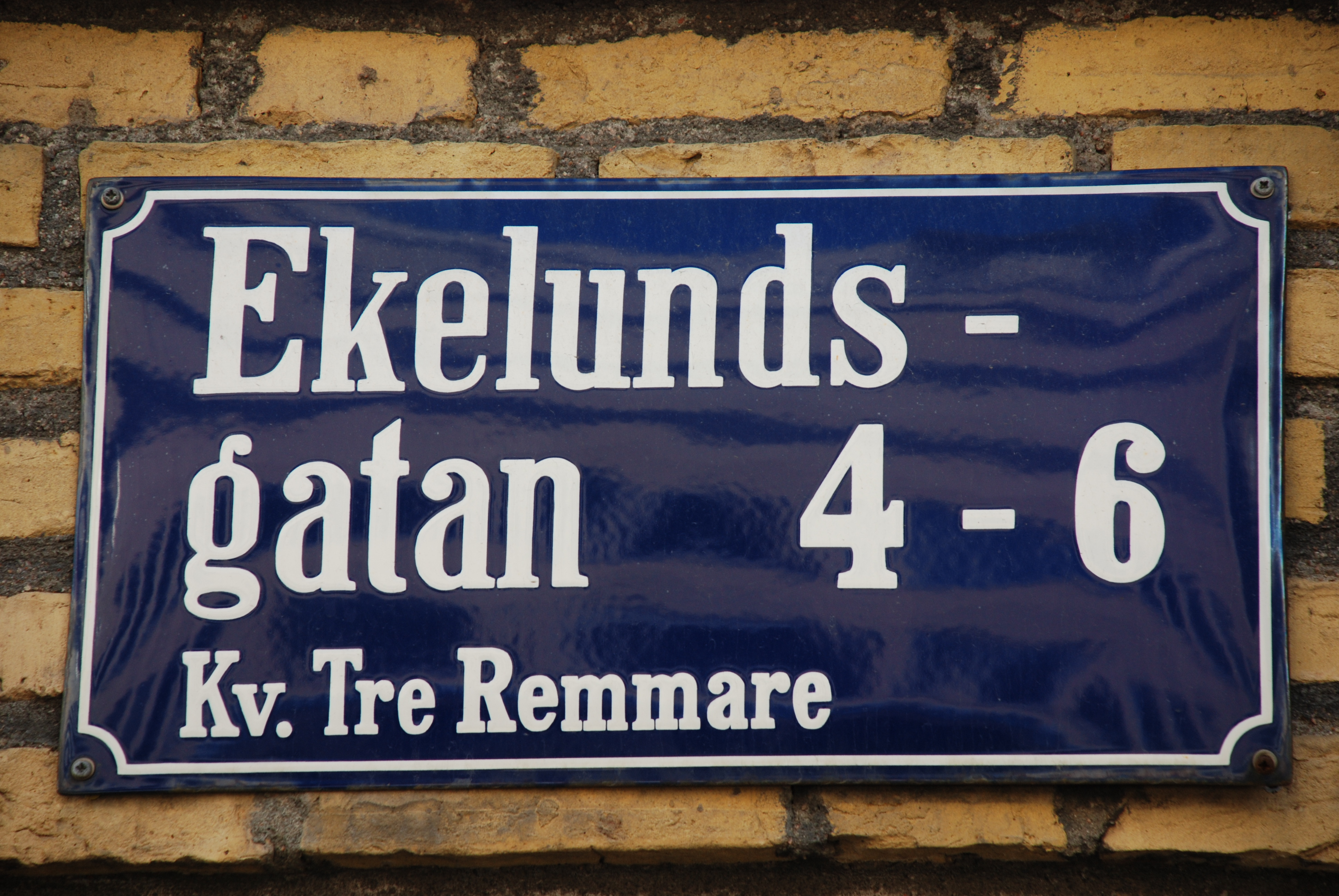
Ekelundsgatan 4-6, emaljerad gatuskylt.

Ekelundsgatan norrut år 1900.

Ekelundsgatan är en gata öster om Otterhällan i stadsdelen Inom Vallgraven i centrala Göteborg. Den är cirka 200 meter lång och sträcker sig från Otterhällegatan i norr till Kungsgatan i söder. Från öster ansluter Kyrkogatan och Drottninggatan med trappor upp till Ekelundsgatan. Gatan är numrerad 1–9 och 2–8 från norr till söder med ojämna nummer på gatans västra sida och jämna nummer på den östra sidan.

## Historik
Redan holländaren Willen Üsselinx, som besökte Göteborg 1624, berättar i ett arbete utgivet två år senare, att Stora Otterhällan var prytt med en behaglig skogsdunge av ekträd. Både Lilla Otterhällan och Stora Otterhällan var ursprungligen täckta med ekskog och år 1650 räknades träden till 1 934 stycken "friska eketräd".
En gångstig – ibland kallad "Allmänningen" och ibland "Gatan vid skogen" – hade löpt längs den grönskande sluttningen och den populära samlingsplatsen i ekdungen. Nu ersattes den med en ny gata, som mynnade vid Kungsgatan och som väl anknöt till det reguljära gatunätet. Den döptes först till "Nygatan", men fick senare sitt nuvarande namn "Ekelundsgatan". Gatan nämns första gången 1699 då "Åthskillige af Borgerskapet, som boo under Ekeskogen, Supplicerade att få nampn på dheras gata..., här på resolverade Magistraten att gatan må kallas Eekelundszgatan". Den blev därmed den sista gatan att döpas under 1600-talet i Göteborg.
På en karta från 1792 kan man se, att Ekelundsgatan sträckte sig förbi Ekelundstorget (senare Kaserntorget), och ända bort till det som idag utgör Södra Larmgatan. År 1815 har Eklundsgatan sin nuvarande sträckning, från Norrliden (senare Otterhällegatan) till Kungsgatan.
I Göteborgs Adress- och Industrikalender för 1875 stavas namnet Eklundsgatan, med sträckningen "Från Kaserntorget till Norlidsgatan." Från 1883 stavas namnet som idag.
År 1900 uppgavs gatan vara 150 meter lång, med en medelbredd av 5,6 meter och med en yta av 840 kvadratmeter.

### Prostitution
Under 1600-talet fanns ett slumområde bestående av skjul och baracker vid bergskanten ovanför Kyrkogatans västra del med sociala och sanitära problem. Detta drog med sig en öppen och utbredd prostitution. Vid 1670-talets början  beslutades därför att delar av området skulle rivas.
I slutet av 1880-talet var prostitutionen utbredd i ett antal fastigheter, så kallade kupor, på Ekelundsgatan och Övre Kyrkogatan där kvinnor hyrde rum till höga priser. Varje hus hade en värdinna eller portvaktsfru, som kallades för "mamma", som tog hand om hyran och granskade besökarna. Denna bordellverksamhet var laglig men kvinnorna var tvungna att låta sig undersökas mot könssjukdomar utifrån en lag från 1877. De dyrare prostituerade, som framför allt hyrde rum i hus nummer 5 på Ekelundsgatan, undersöktes för en krona i en av statens fastigheter vid Postgatan, medan de andra kvinnorna undersöktes hos detektivpolisen vid Spannmålsgatan. Ett besök hos de prostituerade kostade mellan två och tio kronor, och tvåkronan kallades länge för "horpengen" – även efter att bordellerna stängt. År 1909 utrymdes bordellerna, 1919 trädde en ny lag i kraft som förbjöd verksamheten och i början av 1930-talet revs flertalet av husen.

## Kungsgaraget
Kungsgaraget vid Ekelundsgatan 5–7 i kvarteret 60 Hästkvarnen är ett bergsgarage i tre våningar, som stod klart i september 1960. Det var det första garaget under tak i Göteborgs innerstad. Det byggdes som ett skyddsrum, vilket i fredstid även kunde användas som garage. Den första månadshyran för en garageplats sattes till 200 kronor. 
Strax norr om garaget ligger hörnhuset vid Ekelundsgatan 1–3 och Otterhällegatan 4, som uppfördes 1965 i sju våningar för AB Armerad Betong, efter ritningar av arkitekt Nils Einar Eriksson.